# Тракторний завод (станція метро, Мінськ)
53°53′23″ пн. ш. 27°36′54″ сх. д. / 53.88972° пн. ш. 27.61500° сх. д.
Тра́кторний заво́д (біл. Тра́ктарны заво́д) — станція Автозаводської лінії Мінського метрополітену, розташована між станціями «Пролетарська» та «Партизанська». Відкрита 31 грудня 1990 року у складі першої черги Автозаводської лінії. До 7 листопада 1997 року була кінцевою.

## Конструкція станції
Односклепінна станція мілкого закладення з однією прямою острівною платформою.

## Колійний розвиток
Станція з колійним розвитком - 6-стрілочні оборотні тупики з боку станції «Партизанська».

## Оздоблення
В основі конструкції - склепіння. Провідна тема декору - торшери, розташовані по центру платформи з певним ритмом. Оригінальна форма торшерів багатофункціональна. Це і освітлення станції, і місця для відпочинку пасажирів, візуальна інформація і розміщення динаміків радіотрансляції.
Все разом утворює композицію, яка символізує елементи тракторобудування. Це досягається художнім втіленням форм, які асоціюються з індустріальною динамікою. Ступінь подібного сприйняття досягається за допомогою обертання, що лежить в основі формоутворення, а також різний підхід до обробки хромованого металу, яким оброблені поверхні.
Торці стін вестибюлів прикрашені декоративними композиціями з металу. За художнім задумом вони втілюють елементи розвитку науки і техніки, поступово представляючи процес народження і становлення індустрії тракторного заводу.
Колірний колорит станції вирішено в стриманій колірній гаммі, в якій переважають білі і сірі відтінки. Така гамма сприяє акцентування теми металу, як домінуючої в образній характеристиці станції.

## Виходи
Виходи зі станції ведуть до вулиці Довгобродської, бульвару Тракторобудівників і головної прохідної Мінського тракторного заводу.

## Пересадки
- Автобуси: 2с, 14, 43, 43д, 84, 106;
- Тролейбус: 49, 59; Т: 3, 6, 7, 9

## Фотогалерея

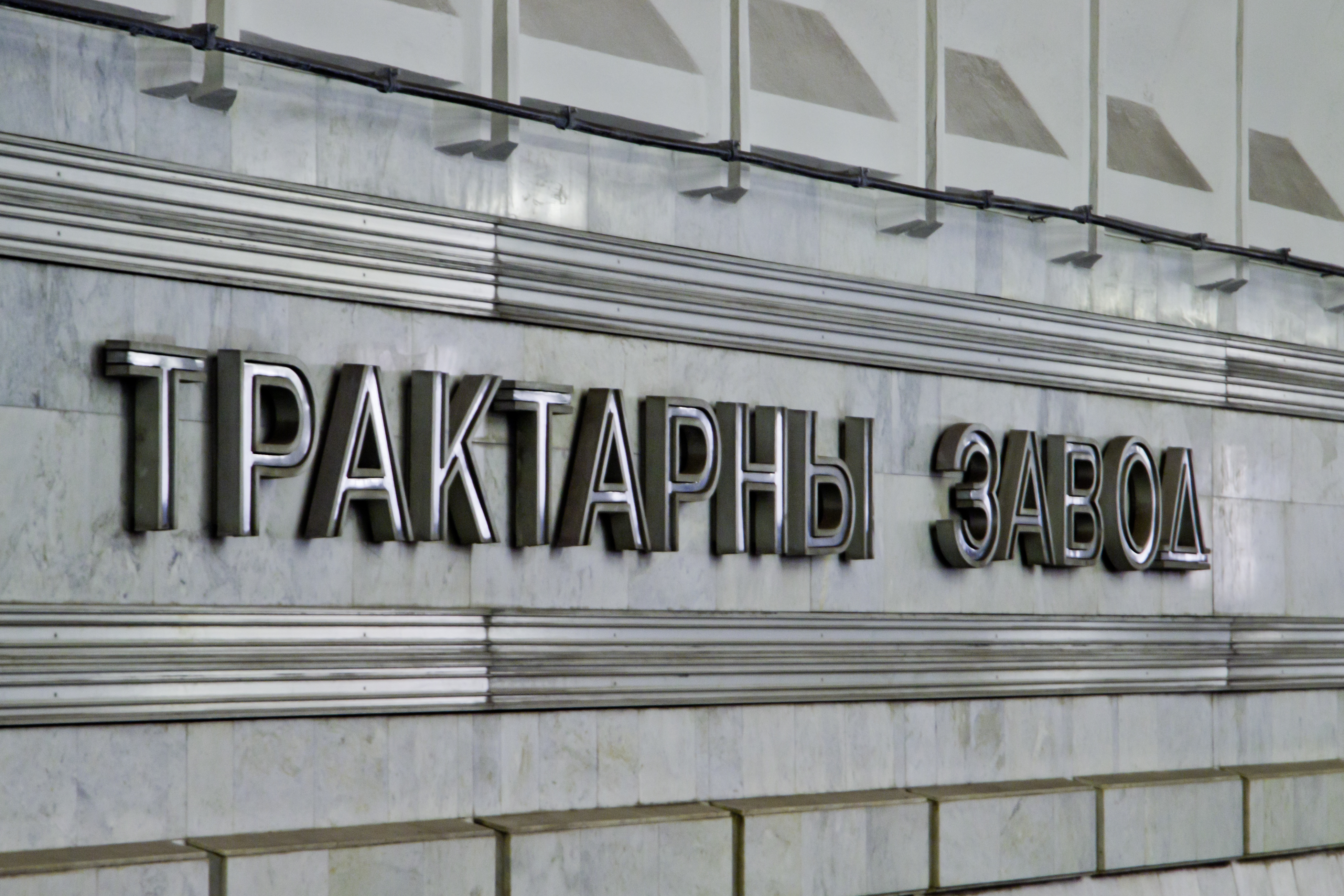
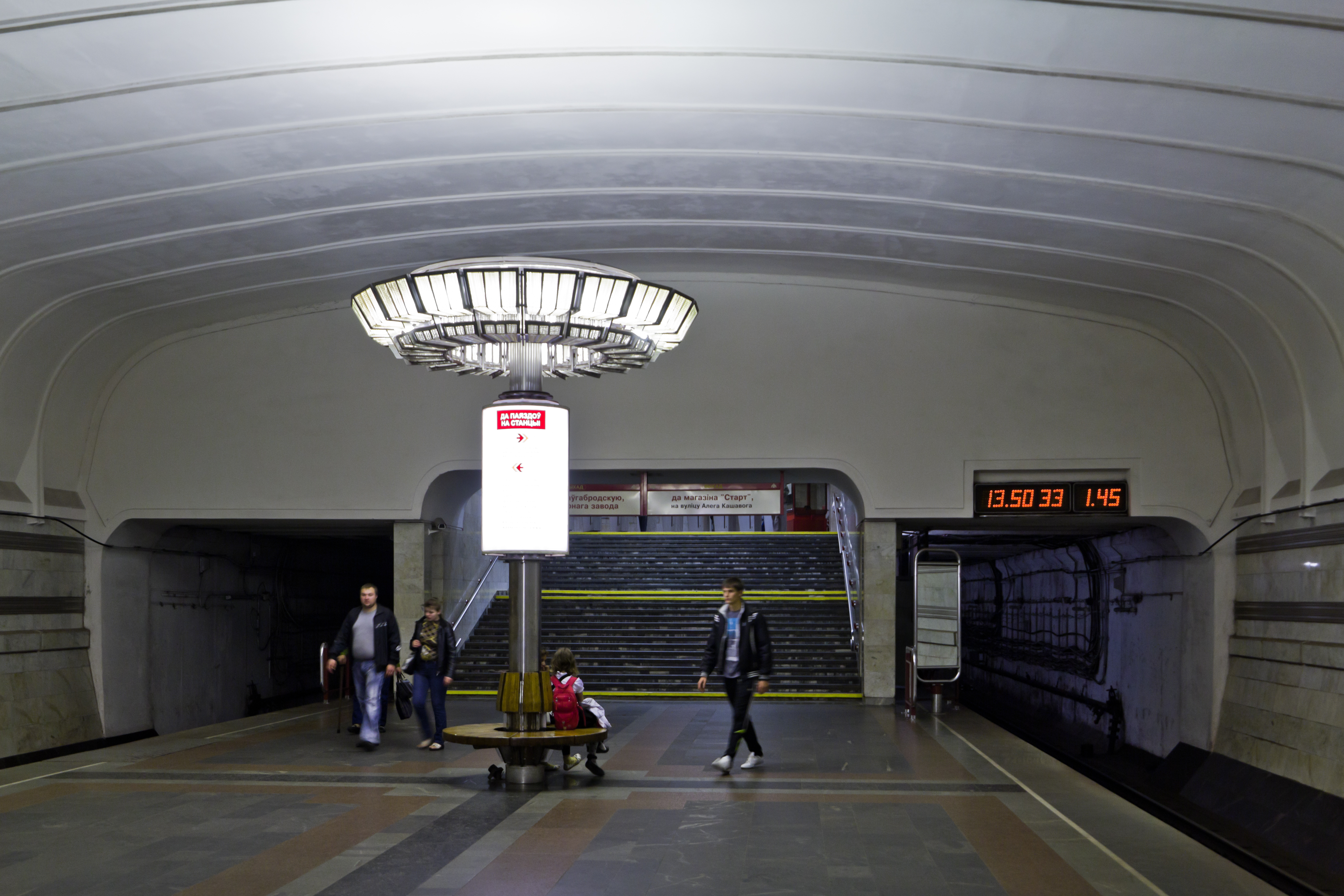